# Gerhard Strittmatter
Gerhard Strittmatter (ur. 27 czerwca 1961 w Böblingen) – niemiecki kolarz torowy i szosowy, dwukrotny medalista torowych mistrzostw świata.

## Kariera
Pierwszy międzynarodowy sukces w karierze Gerhard Strittmatter osiągnął w 1982 roku, kiedy wspólnie z Michaelem Marxem, Axelem Bokelohem i Rolandem Güntherem zdobył srebrny medal w drużynowym wyścigu na dochodzenie na mistrzostwach świata w Leicester. W tej samej konkurencji reprezentanci RFN w składzie: Rolf Gölz, Gerhard Strittmatter, Michael Marx i Roland Günther zwyciężyli na rozgrywanych w 1983 roku mistrzostwach świata w Zurychu. Strittmatter wielokrotnie zdobywał medale torowych mistrzostw kraju, a w 1983 roku zdobył także brązowy medal na mistrzostwach szosowych w drużynowej jeździe na czas. Nigdy jednak nie startował na igrzyskach olimpijskich.